# Augustin von Hammerstetten

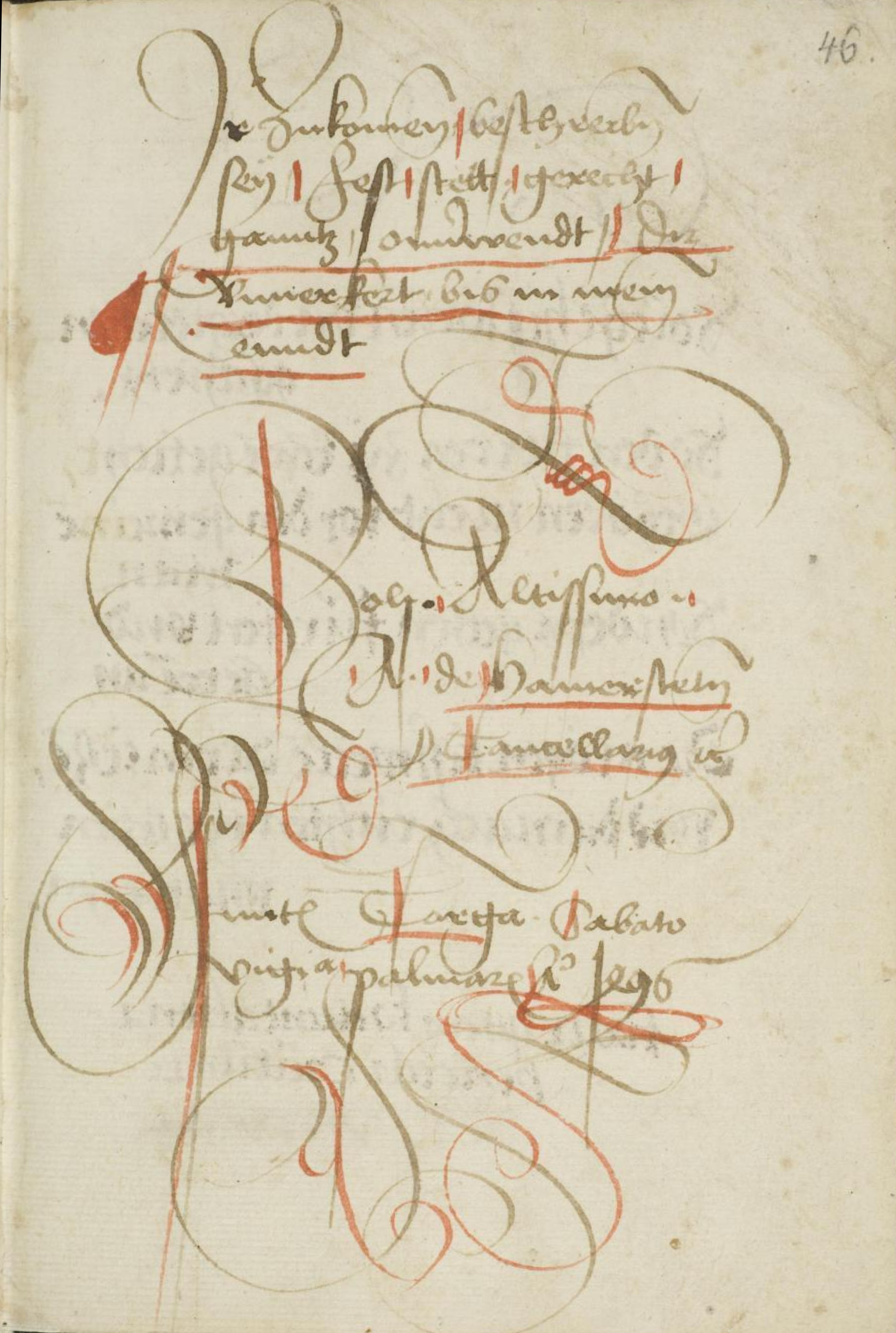
Schlussschrift der Dresdener Handschrift der History

Augustin von Hammerstetten (* wohl vor 1450 in Lauingen; † nach 1500) war der Verfasser der Prosadichtung History vom hirs mit dem guldin ghurn und der Fürstin vom pronnen (datiert 1496). Einzige bekannte Überlieferung ist die Handschrift Mscr. M 279 der SLUB Dresden.
Augustin von Hammerstetten, dessen Familie sich nach dem gleichnamigen Ort Hammerstetten (heute Gemeinde Kammeltal) bei Günzburg nannte, erscheint unter anderem als Söldner, württembergischer Kanzler und Notar. Zeitweilig lebte er in der Schweiz.
Verheiratet war er mit einer Barbara vom Graben.
Zusätze zur Gothaer Handschrift Chart. B 271 (Heinrich der Teichner und anderes), die er dem sächsischen Kurfürsten Friedrich dem Weisen und seinem Bruder Johannes dem Beständigen bei einem gemeinsamen Besuch in Wien wohl Ende 1497 als Neujahrsgeschenk überreichte, zeigen ihn als Literaturkenner.

## Nachweise
1. ↑  Handschriftencensus
2. ↑  Siehe http://www.handschriftencensus.de/3922 und http://www.manuscripta-mediaevalia.de/hs/projekt-Gotha-pdfs/Chart_B_271.pdf

| Personendaten    | Personendaten              |
| ---------------- | -------------------------- |
| NAME             | Augustin von Hammerstetten |
| KURZBESCHREIBUNG | deutscher Prosaautor       |
| GEBURTSDATUM     | vor 1462                   |
| GEBURTSORT       | Lauingen                   |
| STERBEDATUM      | nach 1500                  |